# Bates-Nunatakker
Die Bates-Nunatakker sind eine Gruppe von drei isolierten Nunatakkern im Australischen Antarktis-Territorium. Sie ragen aus dem Firnfeld des Byrd-Gletschers 30 km westlich des Vantage Hill in der Britannia Range auf.
Die Mannschaft zur Erkundung des Darwin-Gletschers bei der Commonwealth Trans-Antarctic Expedition (1955–1958) entdeckte sie. Das New Zealand Antarctic Place-Names Committee benannte sie nach dem neuseeländischen Ingenieur James Gordon Bates (1924–2011), der Edmund Hillary bei dieser Forschungsreise zum geographischen Südpol begleitete.